# Къща „Салем“
Къщата или Вилата „Салем“ или „Джеборга“ (на гръцки: Οικία Σαλέμ, Οικία Τζεμποργκά) е историческа постройка в град Солун, Гърция.

## Местоположение
Сградата е разположена в южния квартал Пиргите, на булевард „Василиса Олга“ № 20, до Михайлидевата къща.

## История
Построена е в 1878 година за еврейския търговец Джеборга, а в 1894 година е закупена от друг богат евреин в града Емануил Салем, адвокат по професия. Къщата е обитавана от семейство Салем за около 30 години, до избухването на Първата световна война, когато семейството напуска страната и се премества в Париж. За кратко време сградата се използва като консулство на Австро-Унгария и в 1924 година е придобита от италианската държава и в нея се помещава италианското консулство до 1978 година. Оттогава сградата е е изоставена. Къщата се появява във филма на Теодорос Ангелопулос „Вечност и ден“ от 1998 година.

## Архитектура
Архитектът Ксенофон Пеонидис, повлиян от климата на времето, създава сграда в необароков стил. Триетажната сграда показва силни декоративни тенденции, с издълбани колони, розетки, флорални и геометрични шарки и характерни барокови фронтони над прозорците и вратите. Монументалното стълбище на фасадата първоначално се развива от двете страни на цветна леха и се събира в едно стълбище, което води до главния вход. Гърбът на къщата е гледал към морето по време на нейното създаване и всъщност пред двора е имало дървен кей, който е обслужвал транспорта до и от Солун преди отварянето на пътя и минаването на трамвая по „Хамидие“ („Василиса Олга“).